# Sergej Borisovič Ivanov
Sergej Borisovič Ivanov (in russo Сергей Борисович Иванов?; Leningrado, 31 gennaio 1953) è un politico, generale e agente segreto russo, è stato ministro della difesa della Federazione Russa dal 28 marzo 2001 al 15 febbraio 2007 e Vice Primo ministro dal novembre 2005 al febbraio 2007; dal febbraio 2007 al maggio 2008 è stato Primo Vice Primo Ministro in carica della Federazione Russa, per poi tornare alla carica di Vice Primo Ministro. In precedenza, dal novembre 1999 al marzo 2001, era stato segretario del Consiglio di Sicurezza della Federazione Russa..
Dopo l'elezione di Dmitrij Medvedev a Presidente della Russia, Ivanov è stato rinominato Vice Primo Ministro (in carica: 2008-2011) nel secondo gabinetto di Vladimir Putin. Da dicembre 2011 ad agosto 2016 Ivanov ha lavorato come capo dello staff dell'ufficio esecutivo presidenziale.  Avendo prestato servizio nel KGB sovietico e poi nel FSB, il Servizio di Sicurezza Federale, detiene il grado militare di colonnello generale e il grado civile di Consigliere di Stato effettivo della Federazione Russa di 1ª classe.
Prima di entrare a far parte dell'amministrazione federale a Mosca, Ivanov, che parla correntemente l'inglese, ha lavorato dalla fine degli anni 1970 in Europa e in Africa (Kenya) nel KGB come specialista in diritto e lingue straniere. Come dipendente del KGB nell'era sovietica, Ivanov divenne amico del suo collega Vladimir Putin, che lo nominò suo vice nel 1998.
A partire da febbraio 2022, gli Stati Uniti hanno deciso sanzioni contro Ivanov a seguito dell'invasione russa dell'Ucraina.

## Biografia
Ivanov è nato nel gennaio 1953 a Leningrado. Nel 1975 si è laureato in inglese e svedese presso il Dipartimento di Filologia dell'Università Statale di Leningrado. Alla fine del 1970, Ivanov ha iniziato una carriera che abbraccia due decenni nello staff del servizio di intelligence esterno. Nel 1976, ha completato gli studi post laurea in controspionaggio, nei corsi superiori del KGB a Minsk. 
Ivanov entrò quindi nello staff della direzione del KGB di Leningrado e dell'Oblast di Leningrado, dove divenne amico di Vladimir Putin, allora suo collega.  Nel 1981 studiò all'Istituto Bandiera Rossa del KGB.
Nel 1980, Ivanov è stato secondo segretario presso l'ambasciata sovietica a Helsinki, lavorando direttamente sotto il residente del KGB Feliks Karasev. Dopo la Finlandia, fu inviato in Kenya come residente del KG.
Nel 2015, Ivanov ha dichiarato che la sua carriera nel KGB è stata distrutta a causa della defezione e la fuga di Oleg Gordievskij il 19 luglio 1985 da Mosca attraverso la parte nord-occidentale dell'Unione Sovietica vicino a Leningrado e poi attraverso la Finlandia fino al Regno Unito. La defezione di Gordievsky imbarazzò molto sia il KGB che l'Unione Sovietica. Di conseguenza, la direzione di Leningrado, che all'epoca era responsabile della sorveglianza dei sudditi britannici, fece epurare numerose persone dal suo servizio da Viktor Babunov, il capo del controspionaggio, tra cui molte persone vicine a Vladimir Putin, che all'epoca prestava anche servizio con il KGB di Leningrado. 

## Carriera a Mosca
Nell'agosto 1998, Vladimir Putin divenne capo dell'FSB e nominò Ivanov suo vice. Come vicedirettore del Servizio di sicurezza federale, Ivanov ha consolidato la sua reputazione a Mosca come analista competente in materia di sicurezza interna ed esterna. 

### Capo del Consiglio di Sicurezza
Il 15 novembre 1999, Boris El'cin nominò Ivanov segretario del Consiglio di Sicurezza della Russia, un organo consultivo incaricato di formulare direttive presidenziali sulla sicurezza nazionale. In quella posizione, Ivanov sostituì Putin come consigliere per la sicurezza nazionale di El'cin dopo la promozione di Putin alla premiership.
Come segretario, Ivanov era responsabile del coordinamento del lavoro quotidiano del consiglio, guidato dal presidente. Ma il ruolo di Ivanov come segretario era inizialmente poco chiaro agli osservatori dei media. Al momento della sua nomina, il Consiglio di Sicurezza era un'istituzione relativamente nuova (il consiglio è stato istituito dalla tutela di El'cin nel 1991-1992). Tra il 1992 e la nomina di Ivanov nel 1999, El'cin usò il consiglio come opportunità politica, ma non gli permise di emergere come un'istituzione relativamente forte e autonoma. Secondo gli analisti occidentali, i predecessori di Ivanov in quel posto – incluso Putin – erano o la seconda figura politica più potente in Russia o solo un altro funzionario che non aveva stretto accesso al centro del potere statale, a seconda del loro rapporto con El'cin. 

### Ministro della Difesa
Ivanov è stato nominato da Vladimir Putin, che era succeduto a El'cin come presidente il 31 dicembre 1999, come ministro della Difesa della Russia nel marzo 2001. Quel mese, Ivanov si dimise da segretario del Consiglio di Sicurezza, ma rimase un membro. Ivanov si era dimesso dal servizio militare circa un anno prima, ed era un civile mentre prestava servizio come segretario del Consiglio di Sicurezza. Ivanov divenne quindi il primo ministro civile della Difesa della Russia. Putin ha definito i cambiamenti del personale nelle strutture di sicurezza della Russia in coincidenza con la nomina di Ivanov a ministro della Difesa "un passo verso la smilitarizzazione della vita pubblica". Putin ha anche sottolineato la responsabilità di Ivanov di supervisionare la riforma militare come ministro della Difesa.

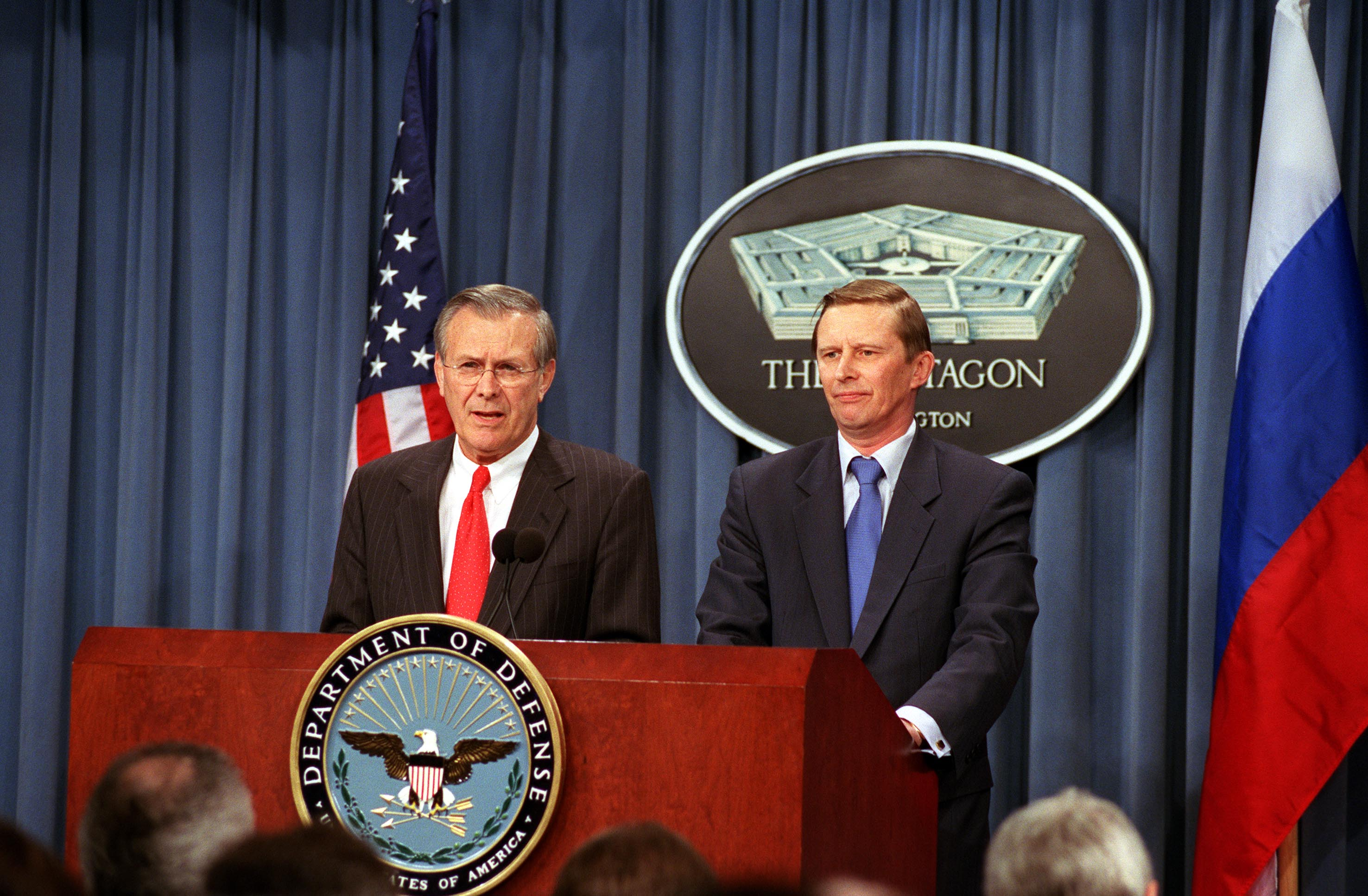
Ivanov con il Segretario alla Difesa degli Stati Uniti Donald Rumsfeld al Pentagono il 13 marzo 2002

Sorprendendo gli specialisti della Russia, Ivanov s'impantanò nella difficoltà dei suoi doveri di ministro della Difesa. Ma, nonostante l'inerzia burocratica e la corruzione nell'esercito, Ivanov ha presieduto ad alcuni cambiamenti sotto forma di spostamento verso un esercito più professionale. Sebbene Ivanov non sia riuscito ad abbandonare il draft, lo ha ridimensionato.
Come ministro della Difesa, Ivanov ha lavorato con il segretario alla Difesa degli Stati Uniti Donald Rumsfeld per espandere la cooperazione russo-statunitense contro le minacce terroristiche internazionali a entrambi gli Stati.
Nel maggio 2001, Ivanov è stato eletto presidente del Consiglio dei ministri della difesa della Comunità degli Stati Indipendenti. E nell'ottobre 2003, ha affermato che la Russia non escludeva un attacco militare preventivo in qualsiasi parte del mondo se l'interesse nazionale lo avesse richiesto.

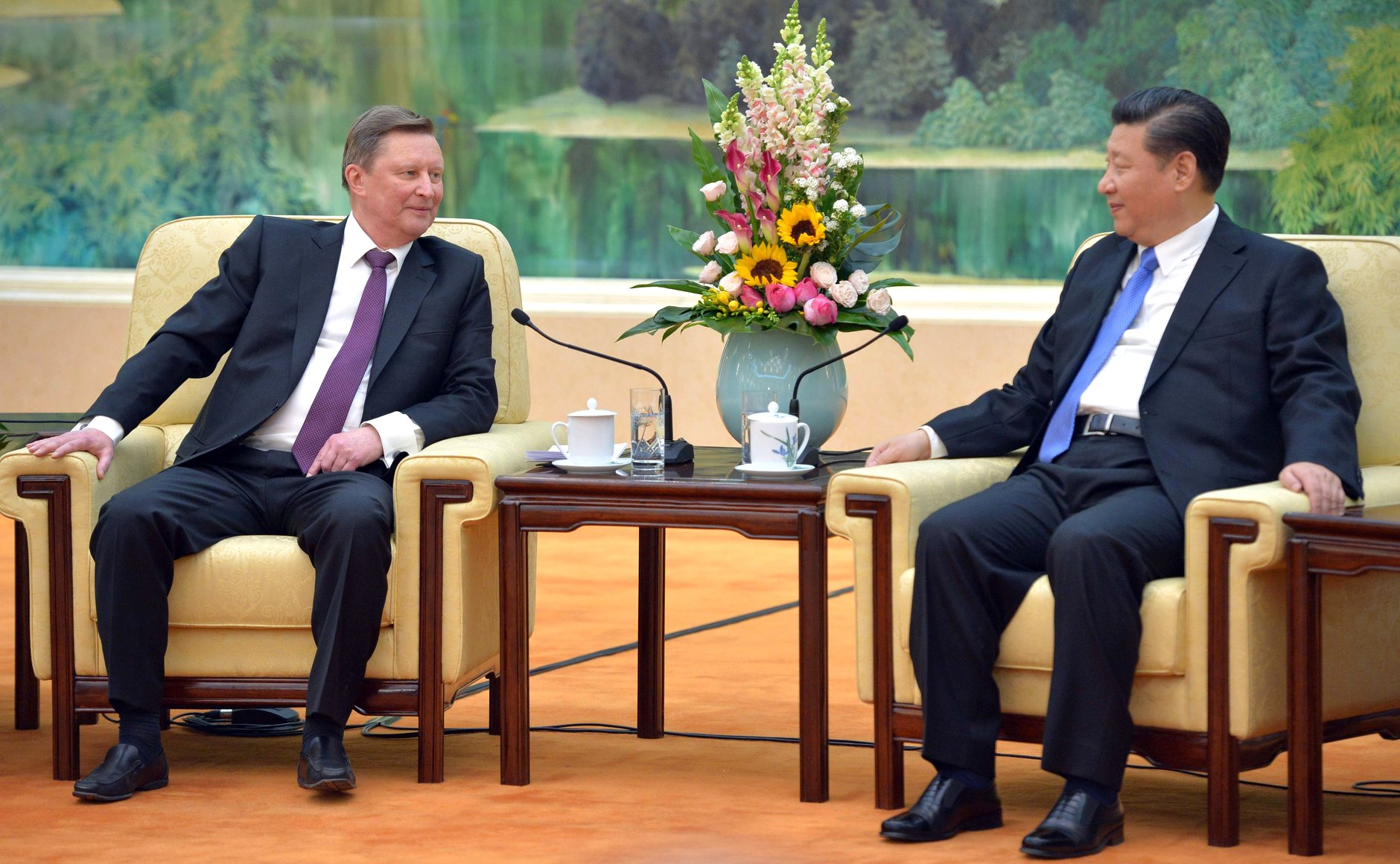
Incontro tra Sergej Ivanov e il Presidente della Cina Xi Jinping nel marzo 2016

Nel 2004, Ivanov, come ministro della Difesa, ha promesso sostegno statale ai sospetti dell'assassinio del leader ceceno Zelimchan Jandarbiev detenuti in Qatar e ha dichiarato che la loro detenzione era illegale.  Più tardi, i pubblici ministeri del Qatar conclusero che i sospetti avevano ricevuto l'ordine di eliminare personalmente Zelimkhan Yandarbiev da parte di Ivanov.
Nel gennaio 2006, Ivanov ha ricevuto critiche per la sua risposta minimizzata alla protesta pubblica per un incidente particolarmente brutale in una base militare negli Urali, che ha coinvolto Andrey Sychyov come vittima, le cui gambe e genitali sono stati amputati a causa delle feroci percosse e abusi.
Di tanto in tanto, Ivanov ha sconcertato il pubblico occidentale con la schiettezza delle sue osservazioni su questioni militari e politiche internazionali, sebbene il suo orientamento politico sia moderato e generalmente liberale sulle questioni economiche. In una serie di commenti pubblici sulle elezioni del 2003-2004, ad esempio, ha dichiarato inequivocabilmente la sua opposizione a ritirare le riforme economiche in stile occidentale e le privatizzazioni degli anni 1990.
Il 15 dicembre 2006 a Mosca, Ivanov parlò ai corrispondenti stranieri di Aleksandr Litvinenko, avvelenato a Londra a novembre, che fece scalpore in Occidente: "Per noi, Litvinenko non era nulla. Non ci importava quello che diceva e quello che scriveva sul letto di norte". 

### Capo di Stato Maggiore
Nel dicembre 2011, Ivanov è stato nominato capo di stato maggiore dell'amministrazione presidenziale della Russia. Era noto per le sue opinioni da falco durante la guerra russo-ucraina e verso l'Occidente e il suo ruolo principale nel fare pressioni per l'intervento militare russo nella guerra civile siriana.
Il 12 agosto 2016, Ivanov è stato sollevato dalla sua posizione di capo di stato maggiore da Putin e sostituito da Anton Vajno. Ivanov divenne quindi un inviato speciale per i trasporti e l'ambiente. Il licenziamento di Ivanov da parte di Putin faceva parte di una serie di sostituzioni dei coetanei più anziani di Putin con giovani lealisti.  Il dossier Steele (Report 2016/111) afferma che il suo incoraggiamento a intromettersi nelle elezioni presidenziali statunitensi del 2016, che hanno provocato un contraccolpo imprevisto contro il Cremlino, è stato il catalizzatore del suo licenziamento.